# Michi Goto
Michi Goto (後藤 三知, Goto Michi), née le 27 juillet 1990, est une joueuse internationale de football japonaise.

## Biographie
Après ses études, Michi Goto, rejoint le club Urawa Red en 2009. Le club remporte le championnat en 2009 et 2014. Cette année là, Michi Goto est élue meilleure joueuse de la saison. Elle quitte le club deux saisons plus tard en ayant disputé 140 matchs et marqué 28 buts pour Urawa Red.
En 2017, elle rejoint le club espagnol, Real Sociedad, en fin de saison elle rejoint le club de deuxième division, SD Eibar, puis pour la saison 2019-2020, un autre club de deuxième division, Cordoba CF.
Le 7 mars 2008, elle fait ses débuts dans l'équipe nationale japonaise contre la Canada. Elle compte 7 sélections et 2 buts en équipe nationale du Japon de 2008 à 2014.

## Statistiques
Le tableau ci-dessous présente les statistiques de Michi Goto en équipe nationale,
| Équipe du Japon | Équipe du Japon | Équipe du Japon |
| Année           | Matchs          | Buts            |
| --------------- | --------------- | --------------- |
| 2008            | 2               | 2               |
| 2009            | 0               | 0               |
| 2010            | 0               | 0               |
| 2011            | 0               | 0               |
| 2012            | 0               | 0               |
| 2013            | 1               | 0               |
| 2014            | 4               | 0               |
| Total           | 7               | 2               |

## Palmarès
- Vainqueur de la Coupe d'Asie 2014
- Troisième de la Coupe d'Asie 2008